# System Suchej i Mokrej Dziury
System Suchej i Mokrej Dziury (słow. Systém Mokrej a Suchej diery) – krasowy system jaskiniowy w Tatrach Wysokich na Słowacji, położony w Dolinie Jaworowej nad zachodnim brzegiem Jaworowego Potoku, w pobliżu polany Jaworzynki. Składa się z dwóch części, uznawanych do 2000 roku za osobne jaskinie – Suchej Dziury i Mokrej Dziury. Łączna długość znanych obecnie (stan na marzec 2017) korytarzy wynosi 1764 m, a deniwelacja jaskini – około 35 m. Jaskinia nie jest dostępna dla turystów, mogą ją odwiedzać tylko odpowiednio przygotowani speleolodzy.

## Mokra Dziura
Mokra Dziura (słow. Mokrá diera, niem. Wasserloch, węg. Nedves-barlang), znana dawniej pod nazwą Wodna Jama tworzy północną część systemu jaskiniowego. Jej dwa położone kilka metrów od siebie otwory znajdują się na poziomie wody w Jaworowym Potoku, na wysokości 1160 m n.p.m.. Z prawego (północnego) otworu wypływa potok, tworzący kilkadziesiąt metrów w głąb jaskini wodospad. Lewy otwór jest suchy, a biegnący od niego korytarz po kilku metrach łączy się z głównym ciągiem. Za wodospadem znajduje się obszerna komora, z której wąska szczelina prowadzi w dół do końcowego syfonu o długości około 210 m.

## Sucha Dziura
Sucha Dziura (słow. Suchá diera, niem. Trockene Höhle, węg. Száraz-barlang) znajduje się kilkadziesiąt metrów na południe od Mokrej Dziury i ma kilka otworów. Główny otwór znajduje się na wysokości 1167 m, 4 m powyżej poziomu wody w Jaworowym Potoku. Niedaleko za nim jaskinia dzieli się na trzy korytarze (początek środkowego i prawego jest wspólny). Do lewego korytarza doprowadzają pozostałe otwory. Około 25 m od wejścia do jaskini pojawia się w niej strumyk.

## Historia eksploracji
Mokra Dziura była znana i odwiedzana już w XVII wieku. Pierwszym znanym z nazwiska zwiedzającym był ok. 1800 Christian Genersich, który w dziele Reise in die Carpathen mit vorzüglicher Rücksicht auf das Tatra-Gebirge pozostawił pierwszy znany opis jaskini. Umieścił również koło wodospadu drabinę, utrzymywaną następnie przez poszukiwaczy cynobru i złota. Później badali ją Albrecht von Sydow w 1827 i Samuel Roth w 1879. W 1955 Mokrą i Suchą Dziurę penetrowała wyprawa polskich speleologów (Kazimierz Kowalski, Mieczysław Mielcarski i Jerzy Tomaszewski). Końcowy syfon był eksplorowany przez nurków jaskiniowych, a do jego końca dotarła w 2000 polska wyprawa pod kierownictwem Wiktora Bolka.
Sucha Dziura została po raz pierwszy opisana w spisku (przewodniku) Michała Hrościńskiego z połowy XVII wieku. W 1873 był w niej Karl Kolbenheyer, a w 1879 Samuel Roth. W latach 90. XX wieku eksplorowali ją intensywnie speleolodzy słowaccy. W roku 2000 udało im się znaleźć połączenie Suchej i Mokrej Dziury.